# Mérignies
Mérignies là một xã ở tỉnh Nord ở miền bắc nước Pháp. Xã này có diện tích 8,61 km², dân số năm 1999 là 2055 người. Xã nằm ở khu vực có độ cao trung bình 39 mét trên mực nước biển.